# Blastaar
Blastaar, a veces llamado como la Bomba viva-Burst y Blasstaar, es un supervillano ficticio que aparece en los cómics estadounidenses publicados por Marvel Comics. Blastaar es un enemigo de los Cuatro Fantásticos y vive en la Zona Negativa. Blastaar es un enemigo de Annihilus y Los 4 Fantásticos.

## Historial de publicaciones
Blastaar apareció por primera vez en Fantastic Four # 62 (mayo de 1967), y fue creado por Stan Lee y Jack Kirby.

## Biografía ficticia del personaje
Blastaar es miembro de una raza alienígena conocida como los Baluurians, del planeta Baluur en la Zona Negativa (en el Sector 56-D, como trazado por Reed Richards). Gobernó los Baluurians como su monarca sin piedad hasta que sus súbditos se rebelaron y se levantó contra él. Blastaar fue depuesto como monarca, y se convirtió en un proscrito Zona Negativa. Blastaar fue encerrado en un traje especial de contención y la deriva en el espacio exterior en la Zona Negativa. Cuando se desató avistó a Reed Richards, que había sido atrapado en la Zona Negativa, así y seguido él y Tritón vuelven a la Tierra. Luchó con el Hombre de Arena junto a un grupo de superhéroes y Reed Richards y otros de los Cuatro Fantásticos, pero fue llevado de vuelta a la Zona Negativa por Mr. Fantástico.
Durante los siguientes años, Blastaar sería repetidamente regresar a la Tierra para tratar de conquistarla y luchar contra los Cuatro Fantásticos muchas veces, así como Los Vengadores, Thor y otros superhéroes.
Blastaar entró en coma en un punto, pero fue revivido por el profesor Paxton Pentecostés y se convirtió en un siervo dispuesto de Pentecostés. Blastaar se vio obligado a luchar contra la Antorcha Humana y Hulk. Fue derrotado y encarcelado en adamantium y se hundió en el Océano Atlántico. Más tarde, Blastaar fue liberado de su prisión adamantium, y luchó contra los Inhumanos.
Blastaar más tarde hizo su primera alianza con Annihilus, otro conquistador que vive en la Zona Negativa. Blastaar utilizó el Super-Adaptoide en un intento de recuperar el trono de Baluur. Él se opuso a su esposa Nyglar, quien convocó a La Mole y los Vengadores vencen a Blastaar y sus aliados. Más tarde, Blastaar hizo recuperar el trono de Baluur y comenzó a conquistar la Zona Negativa, la única oposición de Annihilus. Blastaar llevó una flota de buques de guerra para conquistar la Tierra, y capturó a Reed Richards. Blastaar liberó a Annihilus en un intento de evitar que los Cuatro Fantásticos de frustrar su conquista de la Tierra. Blastaar y Annihilus lucharon, sin embargo. Blastaar fue traicionado por su subordinado, Tanjaar, y fue paralizado.
Blastaar tarde se descubrió en la Zona Negativa por los Eternos. Destruyó los Eternos, pero luego fue derrotado por los Vengadores y devolvió a la custodia de los Eternos.
Annihilus y Blastaar se han unido a veces, pero por lo general son enemigos feroces. El hijo de Blastaar, Burstaar, ha ayudado a su padre, pero tiene sus propias ambiciones y él mismo se alió con el Kree.

### Aniquilación
Blastaar fue visto con los Caballeros Espaciales, ayudando a Nova en intento para asesinar a Annihilus.
Blastaar también apareció en las primeras páginas de Annihilation: Conquest # 1. Blastaar se ve que lleva un grupo de soldados Kree contra el Falange, pero el grupo es derrotado y Blastaar es capturado. La Falange interroga a Blastaar, y continuar a torturarlo hasta que aparentemente muere cuando él no dice una palabra. Esta muerte parece ser simplemente una hibernación que Blastaar puede revertir, que ha utilizado para engañar a la Falange temporalmente.

### Guerra de los Reyes
Antes de su aparición en Guardianes de la Galaxia # 7, Blastaar se convirtió en el rey de la Zona Negativa. Él y sus fuerzas toman el control de la Zona Negativa, la Prisión Alfa y reclutar a un número de los superhumanos de la Tierra encarcelados allí en su ejército. Más tarde se le acercó por los Raptors Talon y Razor, que ofrecen a Blastaar la barra de control Cósmico que tomaron de Catastrophus, a cambio de su ayuda para influir en el resultado de la guerra entre los Shi'Ar y los Inhumanos. La prisión se destruye por Blasstar y por fuerzas con superpoderes del Gobierno de Estados Unidos. El convicto Hardball asiste en este revés para Blasstar.
Después del clímax de la guerra, Blastaar tuvo un encuentro con Nova y sus compañeros Centuriones que estaban en el proceso de luchar contra los soldados Kree y Shi'ar renegados. Blastaar deseaba capturar a los soldados para que él mismo afirmara su propia posición como gobernante de los territorios de Kree. Evitando una pelea, Nova apeló al deseo de Blastaar de ser visto como un rey y gobernante legítimo y lo convenció de que reconociera la jurisdicción del Nova Corps.

### Thanos Imperative
Blastaar y sus fuerzas se aliaron con el consorcio de gobernantes galácticos que lucharon contra la infección de Cancerverse. Aunque habitualmente se enemistó con sus aliados más heroicos y altruistas como Medusa, los Guardianes de la Galaxia y Nova. Finalmente, optó por retirar sus fuerzas en un acto de autopreservación y ya no ayuda a los héroes.

### Aniquiladores
Blastaar hizo una apuesta para convertirse en el Rey de los Kree, los Shi'ar y los Inhumanos al organizar un golpe contra Medusa poco después del agotamiento y agotamiento de sus ejércitos siguiendo a Thanos Imperative. Derrotó a Medusa pero antes de que pudiera reclamar el trono, su motín fue frustrado por la llegada de los Annihilators. El nuevo superteam cortó el trabajo de Blastaar y lo desterró de vuelta a la Zona Negativa.

## Poderes y habilidades
Blastaar tiene una fuerza y resistencia sobrehumana, y es increíblemente resistente a las lesiones. Las armas convencionales e incluso misiles balísticos podían no tener efecto alguno sobre él. Su constitución sobrehumana puede soportar variaciones extremas de temperatura y presión. Él es prácticamente inagotable. Puede vivir sin alimento durante varias semanas y sobrevivir en el vacío del espacio mediante la inducción a sí mismo en un estado de hibernación.
Puede proyectar ráfagas de fuerza cinética de sus manos. Él puede canalizar la misma fuerza de cinética para darse impulso de vuelo a sí mismo a través del aire como un cohete, y puede mantener este impulso casi indefinidamente. Sus explosiones de energía pueden interrumpir temporalmente la integridad molecular de los Eternos.
Él también está altamente capacitado en las artes de la guerra y de su raza y tiene acceso a la tecnología avanzada de su mundo natal, como naves espaciales y poderosas armas basadas en el plasma. Sin embargo, muy a menudo solo utiliza sus poderes sin ninguna clase de aumento.

## En otros medios

### Televisión
- Blastaar apareció en el 1967 Los Cuatro Fantásticos la serie, con la voz de Frank Gerstle.
- Blastaar apareció en el 1978 Los Cuatro Fantásticos, la serie de televisión, la voz de Ted Cassidy.
- Blastaar hizo un cameo en Spider-Man and His Amazing Friends episodio "Ataque del Arachnoide", mostrado como uno de los presos de la escena de la cárcel.
- Blastaar apareció en el 1994 Los Cuatro Fantásticos, serie de televisión con la voz de Ron Friedman. En el episodio "He aquí la Zona Negativa," luchó con Annihilus.
- Blastaar aparece en Hulk and the Agents of S.M.A.S.H. episodio "Cazadores de Hulks", con la voz de James Arnold Taylor. Él provoca problemas en los túneles y combate con los Agentes de S.M.A.S.H. hasta que Iron Man llega para ayudar. Él es derrotado por Hulk y She-Hulk, donde Blastaar escapa de nuevo a la Zona Negativa. En el episodio "Dentro de la Zona Negativa," Blastaar ataca la represa y combate los Agentes de S.M.A.S.H. donde tiene serpientes de la Zona Negativa, especiales para inyectar veneno que les lleva a ser petrificado. Cuando Hulk y La Mole entran en la Zona Negativa, terminan luchando contra Blastaar en la guarida de El Líder. Mientras que Hulk estaba luchando con él, Blastaar fue derrotado por La Mole. En el episodio "Un Golpe Maravilloso", los Agentes de S.M.A.S.H. luchan contra Blastaar, cuando ataca Times Square en Navidad. Blastaar y sus secuaces son derrotados por los Agentes de S.M.A.S.H. y son enviados de vuelta a la Zona Negativa. En el episodio "Monstruos Nunca Más", Blastaar aparece como miembro de El Líder, los Agentes de C.R.A.S.H. Durante su pelea con Skaar, Blastaar afirma que la casa real de Skaar es a través del tiempo y el espacio.
- Blastaar aparece también en la tercera temporada de Ultimate Spider-Man: Web Warriors, en el episodio 24 "Concurso de Campeones, parte 2", El Gran Maestro utiliza a él e Ymir contra Spider-Man, Capitán América, Hulk Rojo y Puño de Hierro en un juego de "Capturar la Bandera", después de que el Hombre de Arena fue derrotado por Hulk Rojo. Durante la lucha en los muelles donde está la "bandera", Blastaar ayudó a Ymir en eliminar a Hulk Rojo del juego, solo para que él sea derrotado por Puño de Hierro, suficiente para retirarse del juego.

### Videojuegos
- Blastaar apareció en el 2005 Fantastic Four, el juego de vídeo con la voz de Bob Joles. Aquí, él vino a la Tierra con la esperanza de conquistarla fuera de la pantalla, pero terminó encarcelado y se descubre encerrado en la cámara acorazada (una prisión para super-seres). Él se escapa durante un corte de energía en la prisión, pero posteriormente es derrotado por Mr. Fantástico y La Mole.

### Juguetes
- Blastaar era parte de la Marvel Legends Imperativo Thanos decodificador en 2014
- Blastaar recibirá un "juguete 3 3/4 en el Universo Marvel toyline en 2012.
- Blastaar era un personaje jugable en el Galáctico Guardianes conjunto de Marvel Heroclix.